# مكتبة ومتحف أبراهام لينكولن الرئاسية
مكتبة ومتحف أبراهام لينكولن الرئاسية (بالإنجليزية: Abraham Lincoln Presidential Library and Museum)‏؛ مبنى شُيد ليوثق حياة الرئيس الأمريكي السادس عشر أبراهام لينكون، ومسار الحرب الأهلية الأمريكية. يجمع المتحف بين التقنيات التقليدية وتقنيات التباهي في القرن الحادي والعشرين، ويعتبر المتحف من أكثر المكتبات الرئاسية زيارة. كما تضم مكتبتها بالإضافة إلى مجموعة كبيرة من متعلقات لينكولن الشخصية، مجموعة كتب من مكتبة إلينوي التاريخية التي أسستها الدولة في عام 1889.
تقع المكتبة والمتحف في عاصمة ولاية سبرينجفيلد، إلينوي ويشرف عليها حكومة الولاية. وهي لا تنتمي إلى الأرشيف الوطني الأمريكي ونظام مكتباتها.

## مجموعة

### معروضات المتحف
يحتوي المتحف على مجسمات  لمناطق في البيت الأبيض والصندوق الرئاسي في مسرح فورد والأحداث الرئيسية في حياة لينكولن إضافة إلى الصور والتحف وغيرها من التذكارات.
يتم تغيير مكان القطع الأثرية الأصلية من وقت لآخر، كما تتضمن المجموعة خطاب جيتيسبيرغ الأصلي المكتوب بخط اليد لينكولن، وإعلان تحرير العبيد، ونظاراته ومرآة الحلاقة، وصندوق موسيقى زوجته ماري لينكولن ومقتنيات من منزلها في الصين وفستان زفافها، والعديد من الأشياء الأخرى.  
وتنقسم المعروضات في المتحف إلى عدة أقسام منها عن حياة الرئيس تسمى «الرحلة الأولى: سنوات ما قبل الرئاسة» و «الرحلة الثانية: سنوات الرئاسة» وثالثة «معرض الكنوز». تستعرض المعروضات الثلاث الحرب الأهلية ولمحة عن الأحداث التي وقعت خلال فترة الانتخابات بين لينكولن وستيفن أ. دوجلاس، ومجموعة من صور آني ليبوفيتز بما في ذلك صور لعناصر لينكولن معروضة.
يعرض أحد المعروضات الدائمة الأخرى بالمتحف تسجيلات تلفزيونية حول «الحرب الأهلية في أربع دقائق»  وخريطة متحركة كبيرة تعرض خطوط المعركة، إضافة إلى أن المتحف يدير عرضين مسرحين مؤثرين هما، لنكولن آيز  وأشباح المكتبة.

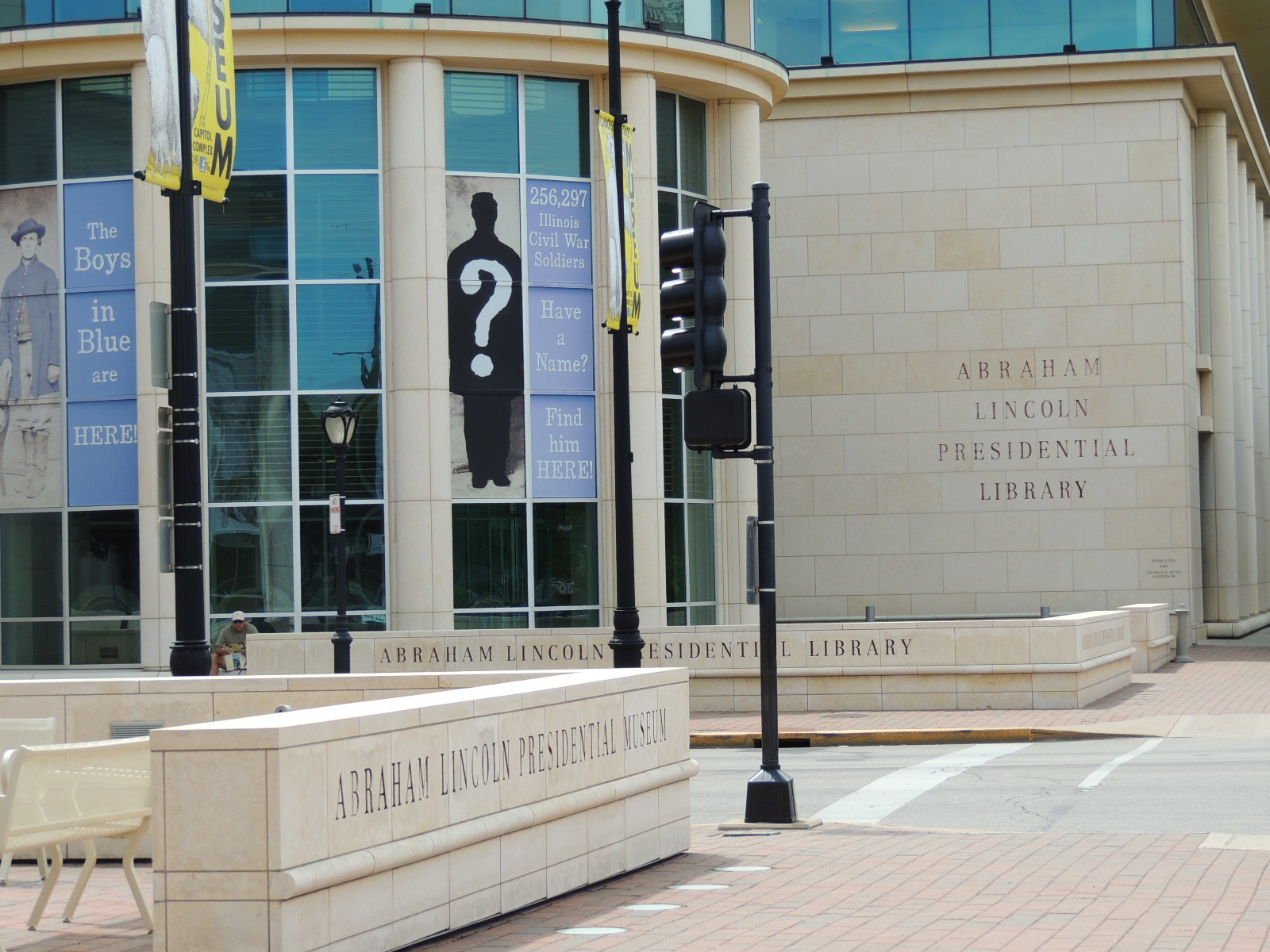
مكتبة ومتحف إبراهيم لينكولن الرئاسية في سبرينجفيلد، إلينوي

### مجموعة المكتبة
مكتبة لينكولن الرئاسية هي مكتبة بحثية تضم كتبًا وأوراقًا وتحفًا تتعلق بحياة لينكولن والحرب الأهلية الأمريكية، إضافة إلى الأعمال المرتبطة بلينكولن وعصره.
كما تضم المكتبة مجموعة من مكتبة ولاية إلينوي التاريخية (التي أسستها الدولة في عام 1889) وتعد كمستودع رئيسي للكتب والنشرات والمخطوطات وغيرها من المواد ذات الأهمية التاريخية تتعلق بتاريخ ولاية إلينوي. ورغم أن المكتبة مفتوحة للجمهور، إلا أن مجموعتها النادرة غير متداولة.
وتحتوي المكتبة على غرفة قراءة المسماة غرفة القراءة ستيف نيل تكريما للصحفي التاريخي في ولاية إيلينوي ستيف نيل، وهي مفتوحة للجمهور.

## الإدارة
أديرت مكتبة ومتحف أبراهام لينكولن الرئاسية من قبل وكالة الحفاظ على التراث التاريخي في إلينوي، حتى حولت إدراتها إلى وكالة حكومية مستقلة في عام 2017.
عمل المؤرخ والمدير السابق للعديد من المكتبات الرئاسية ريتشارد نورتون سميث، كمدير تنفيذي مؤسس للمتحف والمكتبة.
في عام 2010، عينت إيلين ر. ماكفيتش الحاصلة على وسام الإمبراطورية البريطانية (MBE)، مديرة من قبل حاكم إلينوي بات كوين. عملت ماكيفيتش سابقًا كمدير تنفيذي للجنة الوطنية لأبراهام لينكولن. كانت نشطة أيضًا كصحفية إذاعية ومقدمة برنامج حواري في إذاعة شيكاغو العامة، وكانت الشريك المؤسس لمهرجان شيكاغو للعلوم الإنسانية. كانت أهداف ماكفيتش هي جمع الأموال وجذب المزيد من الاهتمام الدولي للمتحف والمكتبة. خدمت حتى عام 2015.
في عام 2016 عين الحاكم بروس رونر، آلان لوي مديرا للمتحف والمكتبة الذي شغل منصب مدير مركز جورج دبليو بوش الرئاسي في دالاس، تكساس قبل قبول منصبه كمدير للمتحف.

## هندسة معمارية
تقع مكتبة ومتحف أبراهام لينكولن الرئاسية في سبرينغفيلد، إلينوي، في وسط المدينة التاريخي بالقرب من العديد من مواقع لينكولن الثقافية الأخرى. افتتحت المكتبة الرئاسية في 14 أكتوبر 2004، وافتتح المتحف في 19 أبريل 2005. حتى عام 1970 كان مسرح فورد في واشنطن العاصمة يسمى «متحف لينكولن».
تعد المباني التي تضم الآن مكتبة ومتحف أبراهام لينكولن الرئاسية في ثلاثة هياكل منفصلة. اثنان من المباني، المتحف والمكتبة، يفصل بينهما شارع ويتصلان فوق مستوى الشارع بواسطة ممر مغلق. يتميز مدخل كل مبنى بقاعة مستديرة تعكس القبة الموجودة في موقع الدولة القديمة مبنى الكابيتول التاريخي، حيث خدم لنكولن أربع فترات كمشرع. تم تصميم كلا الهيكلين من قبل شركة HOK المعمارية.

جهز المبنى الثالث وهو محطة Springfield Union Station السابقة، في الأصل ليكون بمثابة مركز زوار المتحف. ومع ذلك منذ أوائل عام 2014 احتوت المحطة على معرض يسمى «لينكولن: التاريخ إلى هوليوود»، والذي يعرض مجموعتين إضافة إلى العديد من الدعائم والأزياء من فيلم 2012 «لينكولن» من إخراج ستيفن سبيلبرج. 

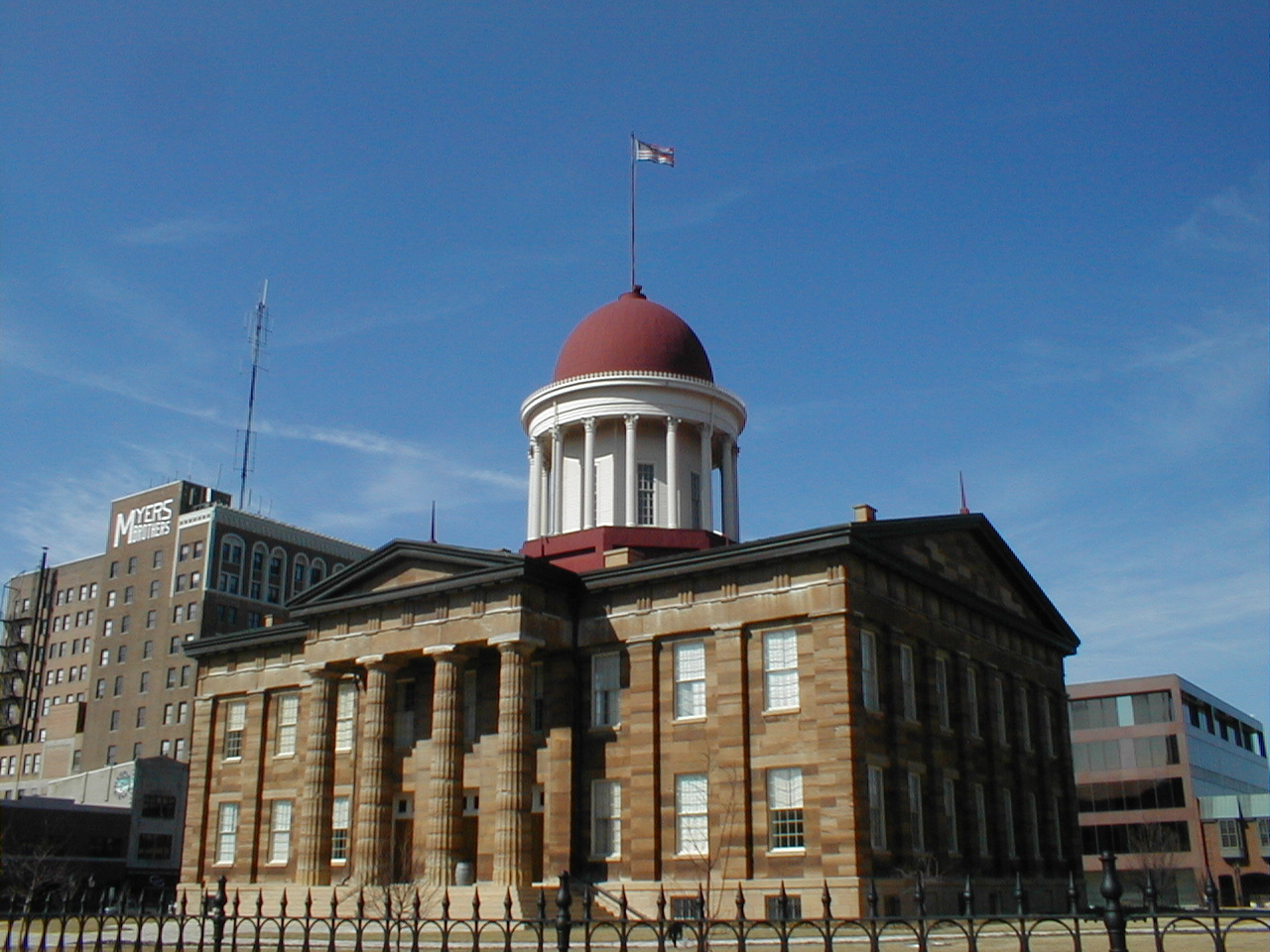
إلينوي مبنى الكابيتول القديم

## الجدل حول تصميم المتحف
أثار المتحف جدلًا بين المؤرخين لاستخدامه المسرحيات والاستنساخ غير الدقيق لسرد قصة لينكولن. كانت الاستجابة العامة إيجابية، حيث حققت حضورًا أكبر من المتوقع وزوارًا متحمسين ودفعًا للاقتصاد الإقليمي، بما في ذلك زيادة الحضور في مناطق الجذب التاريخية المحيطة. ومع ذلك، رفض التقليديون في المتحف هذا الانحراف عن عرض وتفسير القطع الأثرية الحقيقية. وقال جون واي سيمون وهو مؤرخ جامعة جنوب إلينوي في كاربونديل، إن نهج المتحف الذي يستعير تقنيات العرض من الترفيه يسخر من الموضوع، مشيرا إلى أنها أشبه بمتنزه ترفيهي أكثر من كونها متحفًا.
ووصف متحف أبراهام لنكولن الرئاسي بأنه «ستة أعلام فوق لينكولن» وأشار الناقد المعماري بلير كامين إلى المتحف أصبح «لينكولن لاند».
أكاديميون آخرون يشيدون بنهج متحف لينكولن، حيث كتب جون ر. ديكر في مجلة التاريخ الأمريكي:
«مثل أي مجموعة حديثة أخرى (متحف لينكولن الرئاسي) لديها قاعدة جمهور تتجاوز بكثير المتخصصين والأكاديميين. وبدلًا من مجرد التهدئة للجمهور أو تخبط التاريخ، يستخدم المتحف بطريقة ذكية ومقنعة الثقافة المرئية لتلبية مهمتها كمؤسسة تربوية عامة. يعالج المتحف المواد التاريخية المعقدة ويفتح الخطاب التاريخي لجمهور أوسع مما قد يكون ممكنًا أكثر من خلال الوسائل التقليدية».

## تسجيل الحضور
منذ افتتاحه في أبريل 2005 صنف متحف أبراهام لينكولن الرئاسي كأكثر المتاحف الرئاسية زيارة والتي تسيطر عليها الدولة في أمريكا. في نحو ستة أشهر بلغت عائدات المتحف نحو مليون دولار. وفي أقل من واحد وعشرين شهرًا استقبل المتحف زواره المليون.
في أغسطس 2012 استقبل المتحف زواره الثلاثة ملايين مع استمرار زيادة أعداد الزوار. مسؤولو المتحف أشادوا بفيلم لينكولن ستيفن سبيلبرغ لزيادة عدد الزوار في عام 2013، حيث عرض المتحف القطع الأثرية من الفيلم.

## الجوائز
حصد متحف أبراهام لينكولن الرئاسي جائزتين هما جائزة Thea للإنجاز المتميز من جمعية Themed Entertainment Association،  وجائزة من مجموعة لينكولن في نيويورك والتي تكرم كل عام «الفرد أو المنظمة التي تشجع دراسة ابراهام لنكولن».

## روابط خارجية
- مؤسسة مكتبة ابراهام لنكولن الرئاسية
- إلينوي أبراهام لينكولن، الذكرى المئوية الثانية للجنة
- كاميرا ويب ALPLM
- وكالة حفظ إلينوي التاريخية
- مجموعة لينكولن في نيويورك
- ثا - جائزة جمعية الترفيه عن الامتياز المتميز
- الحديث عن التاريخ بودكاست مقابلة مع ايرين بيشوب - مدير التعليم في مكتبة ومتحف ابراهام لينكولن الرئاسية